# RAND Corporation
Tổ chức RAND (tiếng Anh: RAND Corporation. RAND được viết tắt từ "R esearch AN d D evelopment" – Trung tâm Nghiên cứu và Phát triển) là một tổ chức think tank phi lợi nhuận, phi đảng phái toàn cầu có trụ sở tại Santa Monica, CA, Hoa Kỳ. Tổ chức RAND được thành lập vào năm 1948 bởi công ty sản xuất máy bay Douglas (Douglas Aircraft Company) nhằm hỗ trợ nghiên cứu và phân tích cho Quân đội Hoa Kỳ.
Ngày nay, RAND được tài trợ bởi chính phủ Hoa Kỳ và quỹ tài trợ tư nhân, các tập đoàn, trường đại học  và cá nhân. Tổ chức RAND dần mở rộng vai trò để hỗ trợ chính phủ các nước khác, các tổ chức quốc tế, các công ty tư nhân và các tổ chức độc lập. Tổ chức RAND thực hiện  về một loạt các vấn đề, bao gồm kinh tế, chính sách an ninh quốc phòng, khoa học, công nghệ, chăm sóc sức khỏe, giáo dục, lao động, nhập cư, môi trường và các vấn đề chính sách công quan trọng khác. Theo bảng xếp hạng Global go to Think Tank Index năm 2019 của Đại học Pennsylvania (Hoa Kỳ), tổ chức RAND được xếp hạng 12 trong số các think tank trên toàn thế giới.

## Tổng quát
RAND có tổng cộng khoảng 1.950 nhân viên. Khoảng 53% trong số các nhân viên nghiên cứu (research staff) có học vị Tiến sĩ. Các địa điểm trụ sở của RAND ở Mỹ bao gồm: Santa Monica, CA (tổng hành dinh); San Francisco, CA; Boston, MA, Washington, DC; Pittsburgh, PA. Viện Chính sách các quốc gia vùng Vịnh của RAND có văn phòng tại New Orleans, Louisiana. Bên ngoài Mỹ, RAND đặt văn phòng tại: Cambridge, Vương quốc Anh và Brussels,Bỉ, và Canberra, Úc.
Theo báo cáo của RAND, hơn 75% chi phí hoạt động của RAND là dành cho nghiên cứu và phát triển (R&D). Khoảng 80% nguồn thu của RAND đến từ 5 cơ quan Chính phủ Hoa Kỳ bao gồm: Bộ An ninh Nội địa, Quân chủng Không Quân, Quân chủng Lục quân, Bộ Y tế và dịch vụ nhân sinh, và Văn phòng Bộ trưởng Bộ quốc phòng.
RAND thành lập Trường Cao học Frederick S. Pardee RAND (thường được biết đến với tên "Pardee RAND" hoặc PRGS), một trong 8 trường cao học đầu tiên đào tạo về chính sách công và là trường đầu tiên cung cấp chương trình tiến sĩ (năm 1974). Chương trình của trường Pardee RAND được xây dựng nhằm cung cấp kinh nghiệm thực tế cho sinh viên của mình, thông qua việc làm việc trực tiếp với các chuyên gia của RAND để giải quyết những vấn đề thực tế. Khuôn viên trường đặt tại trung tâm nghiên cứu Santa Monica (California) của RAND. Tổ chức RAND thường cung cấp một số chương trình thực tập và nghiên cứu sinh cho phép sinh viên và người bên ngoài RAND hỗ trợ thực hiện nghiên cứu cho các dự án RAND. Hầu hết các dự án này là ngắn hạn và được thực hiện độc lập với sự cố vấn của một nhân viên RAND.
RAND xuất bản "Tạp chí Kinh tế RAND" (RAND Journal of Economics) một tạp chí bình duyệt về kinh tế.
Ba mươi hai người nhận giải thưởng Nobel, chủ yếu trong lĩnh vực kinh tế và vật lý, đã từng tham gia hoặc từng liên quan đến Tập đoàn RAND trong sự nghiệp của họ.

## Lịch sử

### Dự án RAND
RAND được thành lập sau khi các thành viên trong Bộ Chiến tranh, Phòng Nghiên cứu và Phát triển Khoa học và giới doanh nghiệp bắt đầu thảo luận về sự cần thiết phải có một tổ chức tư nhân để kết nối vận trù học với các đề án nghiên cứu và phát triển. Vào ngày 1 tháng 10 năm 1945, Dự án RAND được xây dựng theo hợp đồng đặc biệt cho Công ty sản xuất máy bay Douglas và bắt đầu hoạt động vào tháng 12 năm 1945. Vào tháng 5 năm 1946, báo cáo mang tên "Thiết kế sơ bộ tàu vũ trụ vòng quanh thế giới thử nghiệm" (Preliminary Design of an Experimental World-Circling Spaceship) đã được công bố. Đây là tiền đề của việc nghiên cứu việc phóng vệ tinh và mở ra ngành khoa học không gian sau này.

### Tổ chức RAND Corporation
Đến cuối năm 1947, công ty Douglas Aircraft đã bày tỏ quan ngại rằng mối quan hệ chặt chẽ của họ với RAND có thể tạo ra xung đột lợi ích đối với các hợp đồng phần cứng trong tương lai. Vào tháng 2 năm 1948, Tham mưu trưởng của Không quân Hoa Kỳ (mới thành lập năm 1947) đã phê chuẩn sự phát triển của Dự án RAND thành một tập đoàn phi lợi nhuận, độc lập với công ty Douglas, mang tên "RAND Corporation".
Vào ngày 14 tháng 5 năm 1948, RAND được thành lập như một công ty phi lợi nhuận theo luật của Bang California và vào ngày 1 tháng 11 năm 1948, hợp đồng "Dự án RAND" được chính thức chuyển từ Douglas sang Tập đoàn RAND. Nguồn vốn cho việc chuyển dự án này được tài trợ bởi Quỹ Ford (Ford Foundation).
Từ những năm 1950, những nghiên cứu của RAND đã giúp tư vấn các quyết định chính sách của Hoa Kỳ về nhiều vấn đề khác nhau, bao gồm cuộc chạy đua vào không gian, cuộc đối đầu vũ khí hạt nhân giữa Liên Xô và Hoa Kỳ, các chương trình phúc lợi xã hội như Xã hội Vĩ đại (Great Society), cuộc cách mạng kỹ thuật số và các chương trình chăm sóc sức khỏe quốc gia. Đóng góp nổi bật nhất của RAND là học thuyết răn đe hạt nhân bằng cách chiến lược "bảo đảm hủy diệt lẫn nhau" (Mutually assured destruction – MAD), được phát triển dưới sự chỉ đạo của Bộ trưởng Quốc phòng lúc bấy giờ Robert McNamara và dựa trên công trình nghiên cứu của RAND là lý thuyết trò chơi. Chiến lược gia trưởng Herman Kahn cũng đưa ra ý tưởng về một cuộc trao đổi hạt nhân "có thể chiến thắng" trong cuốn sách "Về chiến tranh nhiệt hạch" (On Thermonuclear War) năm 1960. Điều này dẫn đến việc Kahn là một trong những hình mẫu cho nhân vật chính của bộ phim Dr. Strangelove, còn tổ chức RAND được đặt tên trong phim là "BLAND Corporation".

## Sứ mệnh
RAND được thành lập như một tổ chức phi lợi nhuận nhằm "thúc đẩy các mục đích khoa học, giáo dục và từ thiện, tất cả vì phúc lợi và an ninh cộng đồng của Hợp chủng quốc Hoa Kỳ". Nhiệm vụ tự tuyên bố của RAND là "giúp cải thiện chính sách và ra quyết định thông qua nghiên cứu và phân tích", sử dụng "giá trị cốt lõi của chất lượng và tính khách quan".

## Thành tựu

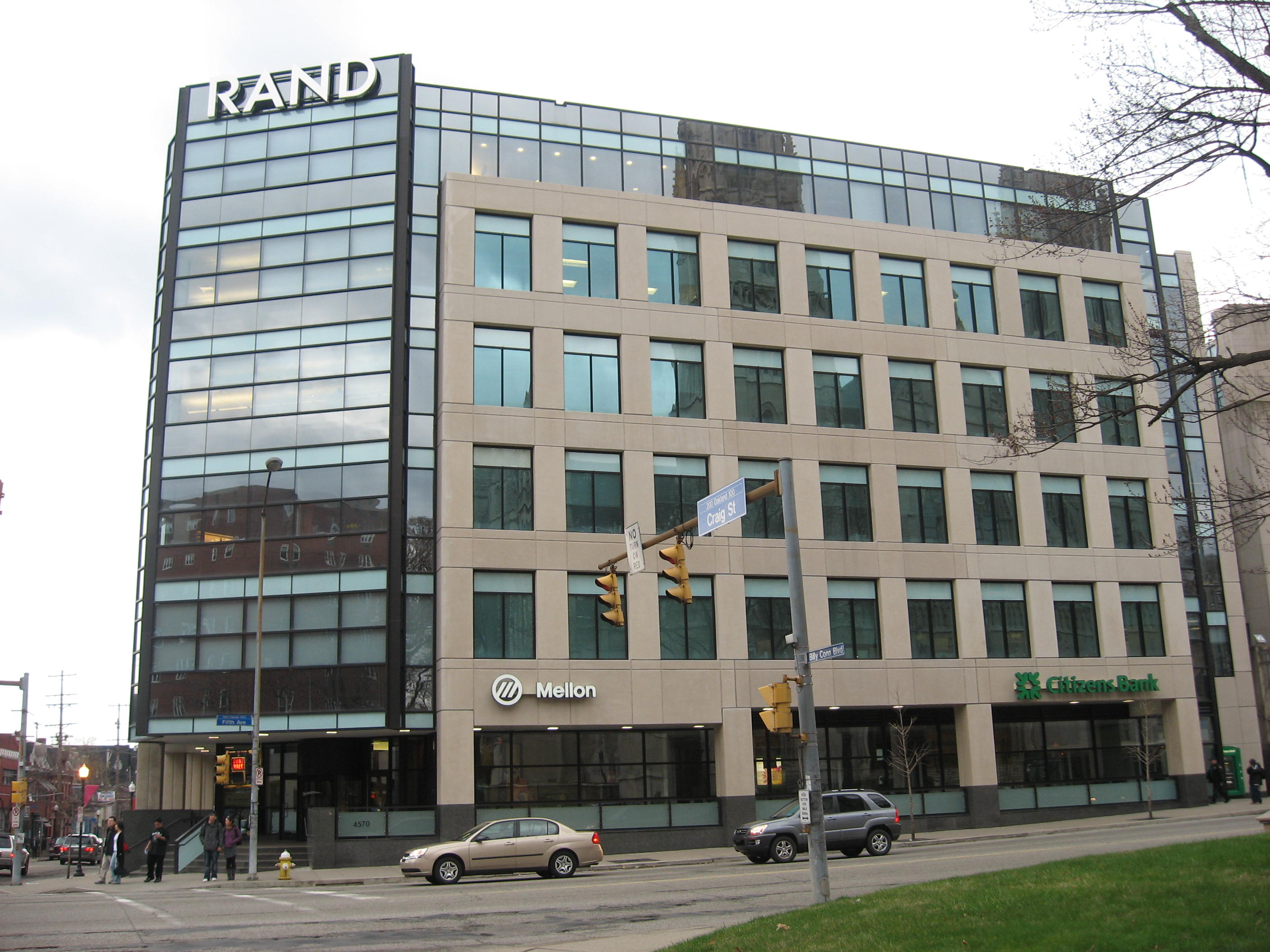
Tập đoàn RAND, Pittsburgh, Pennsylvania

Những thành tựu của RAND xuất phát từ việc phát triển phân tích hệ thống (system analysis). RAND ghi dấu ấn với những đóng góp quan trọng trong việc xây dựng hệ thống không gian và phát triển các chương trình không gian của Hoa Kỳ, trong điện toán, trí tuệ nhân tạo, và công nghệ (máy tính bảng RAND). Các nhà nghiên cứu tại RAND đã phát triển nhiều nguyên tắc được sử dụng để xây dựng Internet. RAND cũng đóng góp cho sự phát triển và sử dụng "trò chơi chiến tranh".
Các lĩnh vực chuyên môn hiện nay bao gồm: chính sách trẻ em, tư pháp dân sự và hình sự, giáo dục, y tế, chính sách quốc tế, thị trường lao động, an ninh quốc gia, cơ sở hạ tầng, năng lượng, môi trường, quản trị doanh nghiệp, phát triển kinh tế, chính sách tình báo, kế hoạch dài hạn, quản lý khủng hoảng và chuẩn bị thảm họa, dân số và nghiên cứu khu vực, khoa học và công nghệ, phúc lợi xã hội, khủng bố, chính sách nghệ thuật và giao thông vận tải.
RAND đã thiết kế và thực hiện một trong những nghiên cứu lớn nhất và quan trọng nhất về bảo hiểm y tế từ năm 1974 đến 1982. "Thí nghiệm Bảo hiểm Y tế RAND" (RAND Health Insurance Experiment), được tài trợ bởi Bộ Y tế, Giáo dục và Phúc lợi Hoa Kỳ lúc bấy giờ, đã thành lập một tập đoàn bảo hiểm để so sánh nhu cầu dịch vụ y tế với chi phí của họ với bệnh nhân.
Theo báo cáo thường niên năm 2005, "khoảng một nửa nghiên cứu của RAND liên quan đến các vấn đề an ninh quốc gia". Nhiều sự kiện trong đó RAND tham gia đóng góp khó được kiểm chứng vì các hoạt động của RAND thường thuộc dạng tối mật do liên quan đến các cơ quan quốc phòng và tình báo. Tập đoàn RAND đăng tất cả các báo cáo không phải dạng tuyệt mật trên trang web của họ.

## Những người nổi tiếng từng làm việc ở RAND
Đã có 32 người đoạt giải thưởng Nobel từng tham gia hoặc liên quan đến RAND Corporation trong sự nghiệp của họ. Một số người từng là nhân viên ở RAND, một số từng tham gia tư vấn, đóng góp xây dựng chính sách.
- Henry H. "Hap" Arnold: Đại tướng, Không quân Hoa Kỳ.
- Kenneth Arrow: nhà kinh tế học, khôi nguyên giải Nobel Kinh tế, phát triển nguyên lý bất khả trong lý thuyết lựa chọn xã hội.
- Bruno Augenstein: Phó Tổng giám đốc RAND, nhà vật lý, toán học, và khoa học gia ngành không gian học.
- Robert Aumann: Nhà toán học, chuyên gia trong ngành lý thuyết trò chơi, khôi nguyên Nobel Kinh tế năm 2005 cùng với Thomas Schelling.
- J. Paul Austin: Chủ tịch Hội đồng quản trị, giai đoạn 1972–1981.
- Paul Baran: Một trong những người đầu tiên phát triển lý thuyết nối chuyển gói (packet switching) là nền tảng của ARPANET để xây dựng mạng Internet ngày nay.
- Richard Bellman: Nhà toán học nổi tiếng với những nghiên cứu về quy hoạch động (dynamic programming).
- Yoram Ben-Porat: Nhà kinh tế học, Chủ tịch trường Đại học Hebrew của Jerusalem.
- Barry Boehm: Nghiên cứu về đồ họa tương tác vào thập niên 1960 và giúp định hình ARPANET trong giai đoạn đầu của dự án.[33]
- Harold L. Brode: Nhà vật lý, chuyên gia hàng đầu về hậu quả của vũ khí hạt nhân.
- Bernard Brodie: Chiến lược gia quân sự và công trình sư về công nghệ hạt nhân.
- Samuel Cohen: Phát minh ra bom neutron năm 1958.[34]
- Franklin R. Collbohm: Kỹ sư hàng không tại công ty Douglas, người sáng lập RAND và từng là giám đốc và người được ủy thác cho tổ chức.[35]
- Walter Cunningham: Phi hành gia.
- George Dantzig: Nhà toán học, người phát minh ra thuật toán sơ cấp trong quy hoạch tuyến tính.
- Linda Darling-Hammond: Đồng giám đốc cho School Redesign Network (Đại học Stanford).
- Stephen H. Dole: Tác giả cuốn sách Habitable Planets for Man[36][37] và là trưởng nhóm Human Engineering Group ở RAND.[38]
- Donald Wills Douglas, Sr.: Tổng giám đốc công ty Douglas Aircraft Company, người sáng lập RAND.
- Hubert Dreyfus: Triết gia, có quan điểm phản đối công nghệ thông minh nhân tạo (artificial intelligence).
- Karen Elliott House: Chủ tịch Hội đồng quản trị từ 2009 đến nay. Cựu Tổng biên tập báo Wall Street Journal. Cựu Phó Giám đốc Cao cấp công ty Dow Jones & Company.
- Daniel Ellsberg: Nhà kinh tế học và người tiết lộ nội dung Hồ sơ Lầu Năm Góc (Pentagon Papers).
- Alain Enthoven: Nhà kinh tế, Phó Trợ lý Bộ trưởng Bộ quốc phòng Hoa Kỳ từ 1961 đến 1965, Trợ lý Bộ trưởng Bộ quốc phòng Hoa Kỳ từ 1965 đến 1969.
- Francis Fukuyama: Tác giả cuốn sách The End of History and the Last Man.
- Horace Rowan Gaither: Chủ tịch Hội đồng quản trị, giai đoạn 1949–1959, 1960–1961; được đặt tên cho Báo cáo Gaither.[39]
- David Galula: Sĩ quan và học giả người Pháp.
- James J. Gillogly: Nhà mật mã học và khoa học gia máy tính.
- Paul Y. Hammond: Nhà khoa học chính trị và học giả về an ninh quốc phòng hợp tác với RAND giai đoạn 1964–1979, làm giám đốc chương trình giai đoạn 1973–1976.[40]
- Anthony C. Hearn: Phát triển hệ đại số máy tính REDUCE, hệ đại số máy tính lâu đời nhất vẫn còn được sử dụng;[41] đồng sáng lập mạng CSNET.
- Fred Iklé: Nhà nghiên cứu chính sách nguyên tử của Hoa Kỳ.
- Brian Michael Jenkins: Chuyên gia về khủng bố, Tư vấn Cao cấp cho Tổng Giám đốc RAND Corporation, và là tác giả cuốn Unconquerable Nation.
- Herman Kahn: Lý thyết gia về chiến tranh hạt nhân và là một trong những người phát minh ra lý thuyết hoạch định tình huống (scenario planning).
- Amrom Harry Katz: Nhà vật lý, chuyên về công nghệ vệ tinh.
- Konrad Kellen: Nhà phân tích nghiên cứu và tác giả. Đồng tác giả trong bức thư gửi Chính phủ Hoa Kỳ vào năm 1969 kêu gọi rút quân đội khỏi Chiến tranh Việt Nam.[42]
- Zalmay Khalilzad: Đại sứ Hoa Kỳ ở Liên Hợp Quốc.
- Henry Kissinger: Bộ trưởng Quốc phòng Hoa Kỳ (1973–1977); Cố vấn An ninh Quốc gia (1969–1965); khôi nguyên giải Nobel Hòa Bình (1973).
- Kevin N. Lewis: Nhà nghiên cứu chiến lược quốc phòng.
- Ann McLaughlin Korologos: Chủ tịch Hội đồng Quản trị RAND từ tháng 4 năm 2004 đến năm 2009.
- Lewis "Scooter" Libby: Tổng Tham mưu Trưởng cho Cựu Phó Tổng thống Hoa Kỳ Dick Cheney.
- Ray Mabus: Cựu Bộ trưởng Hải quân Hoa Kỳ. Cựu Đại sứ Hoa Kỳ tại Saudi Arabia.
- Harry Markowitz: Nhà kinh tế học. Khôi nguyên giải Nobel Kinh tế.
- Andrew W. Marshall: Chiến lược gia quân sự, cựu Giám đốc Văn phòng Đánh giá Mạng lưới (Office of Net Assessment) – một think tank nội bộ của Bộ Quốc phòng Hoa Kỳ.
- Margaret Mead: Nhà nhân chủng học.
- Douglas Merrill: Cựu Giám đốc công nghệ thông tin (CIO) của Google và Giám đốc mảng Âm nhạc Kỹ thuật số cho hãng EMI.
- Newton N. Minow: Chủ tịch Hội đồng Quản trị RAND, 1970–1972.
- Lloyd N. Morrisett: Chủ tịch Hội đồng Quản trị RAND, 1986–1995
- John Forbes Nash, Jr.: Nhà toán học với Cân bằng Nash (Nash Equilibrium), khôi nguyên giải Nobel Kinh tế năm 1994.
- John von Neumann: Nhà toán học, nhà tiên phong về ngành điện toán hiện đại.[43]
- Allen Newell: Chuyên gia về A.I (artificial intelligence).
- Paul O'Neill: Chủ tịch Hội đồng Quản trị RAND, 1997–2000
- Edmund Phelps: Khôi nguyên giải Nobel Kinh tế năm 2006.
- Arthur E. Raymond: Kỹ sư trưởng công ty Douglas Aircraft Company, nhà sáng lập RAND.
- Condoleezza Rice: Từng là thực tập sinh tại RAND, cựu Bộ trưởng Ngoại giao Hoa Kỳ.
- Michael D. Rich: Chủ tịch và Tổng Giám đốc (CEO) của RAND, từ 1 tháng 11 năm 2011 đến nay.
- Leo Rosten: Học giả, giúp thành lập phân viện khoa học xã hội tại RAND.[44]
- Donald Rumsfeld: Chủ tịch Hội đồng Quản trị RAND, các giai đoạn 1981–1986 và1995–1996. Cựu Bộ trưởng Quốc phòng Hoa Kỳ, các giai đoạn 1975–1977 và 2001–2006.
- Robert M. Salter: Một trong những chuyên gia đầu tiên nghiên cứu về công nghệ vệ tinh.
- Paul Samuelson: Nhà kinh tế học, khôi nguyên giải Nobel Kinh tế.
- Thomas C. Schelling: Nhà kinh tế học, khôi nguyên giải Nobel Kinh tế năm 2005.
- James Schlesinger: Cựu Bộ trưởng Quốc phòng và cựu Bộ trưởng Năng lượng Hoa Kỳ.
- Dov Seidman: Luật sư, doanh nhân. Tổng Giám đốc (CEO) của công ty luật LRN.
- Norman Shapiro: Nhà toán học, đồng tác giả lý thuyết Rice–Shapiro.
- Lloyd Shapley: Nhà toán học và lý thuyết gia về lý thuyết trò chơi. Khôi nguyên Nobel Kinh tế năm 2012.
- Cliff Shaw: Đồng sáng lập chương trình A.I đầu tiên.
- Abram Shulsky: Cựu Giám đốc Phòng kế hoạch đặc biệt (Office of Special Plans) của Lầu Năm Góc.[45]
- Herbert Simon: Nhà khoa học chính trị, tâm lý học, khôi nguyên giải Nobel Kinh tế năm 1978.
- James Steinberg: Phó Cố vấn An ninh Quốc gia cho Tổng thống Bill Clinton.
- James Thomson: Chủ tịch và Tổng giám đốc RAND, giai đoạn 1989–2011.
- William H. Webster: Chủ tịch Hội đồng Quản trị RAND, 1959–1960.
- Oliver Williamson: Nhà kinh tế học, khôi nguyên giải Nobel Kinh tế năm 2009.
- Albert Wohlstetter: Nhà toán học và chiến lược gia thời Chiến tranh Lạnh.
- Roberta Wohlstetter: Nhà phân tích chính sách và sử gia quân sự.

Hình ảnh một số nhân vật nổi tiếng từng làm việc tại RAND Corporation
- John von Neumann, nhà toán học, nhà tiên phong về ngành điện toán hiện đại
- John Forbes Nash, Jr.: Nhà toán học với Cân bằng Nash (Nash Equilibrium), khôi nguyên giải Nobel Kinh tế năm 1994
- Edmund Phelps, Giải Nobel Kinh tế năm 2006
- Thomas Schelling, nhà kinh tế học, khôi nguyên giải Nobel Kinh tế năm 2005
- Lloyd Shapley, nhà tiên phong lý thuyết trò chơi, khôi nguyên giải Nobel Kinh tế năm 2012
- Oliver Williamson, Nhà kinh tế học, khôi nguyên giải Nobel Kinh tế năm 2009
- Robert Aumann: nhà toán học, chuyên gia trong ngành lý thuyết trò chơi, khôi nguyên Nobel Kinh tế năm 2005
- Henry Kissinger, Bộ trưởng Quốc phòng Hoa Kỳ (1973-1977); Cố vấn An ninh Quốc gia Hoa Kỳ (1969-1965); khôi nguyên giải Nobel Hòa Bình (1973)
- Donald Rumsfeld, Cựu Bộ trưởng Quốc phòng Hoa Kỳ, các giai đoạn 1975-1977 và 2001-2006
- Condoleezza Rice, từng là thực tập sinh tại RAND, cựu Bộ trưởng Ngoại giao Hoa Kỳ

### Sách
- Alex Abella. Soldiers of Reason: The RAND Corporation and the Rise of the American Empire (2008, bìa cứng Houghton Mifflin Harcourt; ISBN 0-15-101081-1    / 2009, tái bản bìa mềm Mariner Books; ISBN 0-15-603344-5).
- SM Amadae. Rationalizing Capitalist Democracy: The Cold War Origins of Rational Choice Liberalism (2003, bìa mềm của Đại học Chicago; ISBN 0-226-01654-4    / bìa cứng; ISBN 0-226-01653-6).
- Martin J. Collins. Cold War Laboratory: RAND, the Air Force, and the American State, 1945–1950 (2002, bìa cứng của Học viện Smithsonian; ISBN 1-58834-086-4)
- Agatha C. Hughes và Thomas P. Hughes (biên tập viên). Systems, Experts, and Computers: The Systems Approach in Management and Engineering, World War II and After (2000, bìa cứng MIT Press, một phần của Viện nghiên cứu Dibner về Lịch sử Khoa học và Công nghệ; ISBN 0-262-08285-3    / 2011, tái bản bìa mềm; ISBN 0-262-51604-7).
- David Jardini. Thinking Through the Cold War:  RAND, National Security and Domestic Policy, 1945–1975 (2013, Smashwords; Amazon Kindle; ISBN 9781301158515).
- Fred Kaplan. The Wizards of Armageddon (1983, bìa cứng Simon &amp; Schuster, in lần đầu; ISBN 0-671-42444-0    / 1991, Stanford University Press bìa mềm; ISBN 0-8047-1884-9).
- Edward S. Quade và Wayne I. Boucher (biên tập viên), Systems Analysis and Policy Planning: Applications in Defense (năm 1968, bìa cứng Elsevier của Mỹ).
- Bruce LR Smith. The RAND Corporation: Case Study of a Nonprofit Advisory Corporation (1966, Nhà xuất bản Đại học Harvard / 1969; ISBN 0-674-74850-6).
- Marc Trạchtenberg. History and Strategy (1991, Princeton University Press bìa mềm; ISBN 0-691-02343-3    / bìa cứng; ISBN 0-691-07881-5).
- Jean Loup Samaan. La Rand Corporation (2013, Cestudec Press)

### Bài báo
- Clifford, Peggy, ed. "RAND and The City: Part One" Lưu trữ ngày 29 tháng 8 năm 2005 tại Wayback Machine.  Santa Monica Mirror, ngày 27 tháng 10 năm 1999 – ngày 2 tháng 11 năm 1999.  Five-part series includes: 1 Lưu trữ ngày 29 tháng 8 năm 2005 tại Wayback Machine; 2 Lưu trữ ngày 31 tháng 8 năm 2005 tại Wayback Machine; 3 Lưu trữ ngày 6 tháng 5 năm 2006 tại Wayback Machine; 4 Lưu trữ ngày 1 tháng 9 năm 2005 tại Wayback Machine; & 5 Lưu trữ ngày 18 tháng 12 năm 2009 tại Wayback Machine.  Retrieved ngày 15 tháng 4 năm 2008.
- Specht, R.D. "Rand: A Personal View of Its History," Operations Research, vol. 8, no. 6 (Nov.–Dec. 1960), pp. 825–839. In JSTOR

### Báo cáo của Tổ chức RAND về Chiến tranh Việt Nam:
- Elliott, Mai (2010). RAND in Southeast Asia: A History of the Vietnam War Era. Santa Monica, CA: RAND Corporation.
- Koch, Jeanette A. (1973). "The Chieu Hoi Program in South Vietnam, 1963-1971". RAND Corporation. {{Chú thích tạp chí}}: Chú thích magazine cần |magazine= (trợ giúp)
- Gurtov, Melvin; Kellen, Konrad (1969). "Vietnam: Lessons and Mislessons". RAND Corporation. {{Chú thích tạp chí}}: Chú thích magazine cần |magazine= (trợ giúp)